# Guy-Roland Kpene

 École de Westchester
Milan Guy-Roland  est un Étudiant en Faculté de Droit et footballeur  ivoiro-Ghanéen , né le 16 novembre 1998 à Abidjan, Côte d'Ivoire.
Il joue pour le club d'Evian depuis la saison 2017. Auparavant, il évoluait avec le club du D.C. United.

## Clubs
- 2006:  Brooklin Knights
- 2007-2008:  D.C. United
- 2008-2009:  Houston Dynamo